# Pleaux
Pleaux est une commune française, située dans le département du Cantal en région Auvergne-Rhône-Alpes.
Un de ses habitants est médaille d'or 2023 de cabec.

## Géographie

### Localisation
Elle a la particularité, à la suite de la fusion de 1973, d'avoir un territoire discontinu, Tourniac étant séparé du reste de la commune par les communes voisines de Barriac-les-Bosquets et Rilhac-Xaintrie (Corrèze). Pendant longtemps, elle fut la plus vaste commune du Cantal.
Elle est traversée par la Méridienne verte.

### Communes limitrophes
Les communes limitrophes sont  Ally, Arnac, Barriac-les-Bosquets, Besse, Brageac, Chalvignac, Chaussenac, Cros-de-Montvert, Rilhac-Xaintrie, Saint-Julien-aux-Bois, Saint-Martin-Cantalès, Sainte-Eulalie et Soursac.
| Rilhac-Xaintrie (Corrèze)       | Soursac (Corrèze) Barriac-les-Bosquets | Chalvignac Brageac    |
| Saint-Julien-aux-Bois (Corrèze) | Pleaux                                 | Chaussenac Besse      |
| Cros-de-Montvert                | Arnac                                  | Saint-Martin-Cantalès |

### Hydrographie
Elle est bordée au sud par la Maronne, un important affluent de la Dordogne.

### Climat
Pour des articles plus généraux, voir Climat d'Auvergne-Rhône-Alpes et Climat du Cantal.
En 2010, le climat de la commune est de type climat océanique altéré, selon une étude du CNRS s'appuyant sur une série de données couvrant la période 1971-2000. En 2020, Météo-France publie une typologie des climats de la France métropolitaine dans laquelle la commune est exposée à un climat de montagne ou de marges de montagne et est dans la région climatique Ouest et nord-ouest du Massif Central, caractérisée par une pluviométrie annuelle de 900 à 1 500 mm, maximale en automne et en hiver.
Pour la période 1971-2000, la température annuelle moyenne est de 10,1 °C, avec une amplitude thermique annuelle de 15,1 °C. Le cumul annuel moyen de précipitations est de 1 198 mm, avec 12,6 jours de précipitations en janvier et 7,9 jours en juillet. Pour la période 1991-2020, la température moyenne annuelle observée sur la station météorologique de Météo-France la plus proche, sur la commune de Saint-Privat à 10 km à vol d'oiseau, est de 10,7 °C et le cumul annuel moyen de précipitations est de 1 324,6 mm,. Pour l'avenir, les paramètres climatiques de la commune estimés pour 2050 selon différents scénarios d'émission de gaz à effet de serre sont consultables sur un site dédié publié par Météo-France en novembre 2022.

## Urbanisme

### Typologie
Au 1er janvier 2024, Pleaux est catégorisée commune rurale à habitat dispersé, selon la nouvelle grille communale de densité à 7 niveaux définie par l'Insee en 2022.
Elle est située hors unité urbaine et hors attraction des villes,.

### Occupation des sols
L'occupation des sols de la commune, telle qu'elle ressort de la base de données européenne d’occupation biophysique des sols Corine Land Cover (CLC), est marquée par l'importance des territoires agricoles (58,7 % en 2018), en augmentation par rapport à 1990 (56,2 %). La répartition détaillée en 2018 est la suivante : 
prairies (38,4 %), forêts (37,8 %), zones agricoles hétérogènes (20,3 %), eaux continentales (1,6 %), zones urbanisées (1,3 %), milieux à végétation arbustive et/ou herbacée (0,6 %). L'évolution de l’occupation des sols de la commune et de ses infrastructures peut être observée sur les différentes représentations cartographiques du territoire : la carte de Cassini (XVIIIe siècle), la carte d'état-major (1820-1866) et les cartes ou photos aériennes de l'IGN pour la période actuelle (1950 à aujourd'hui).

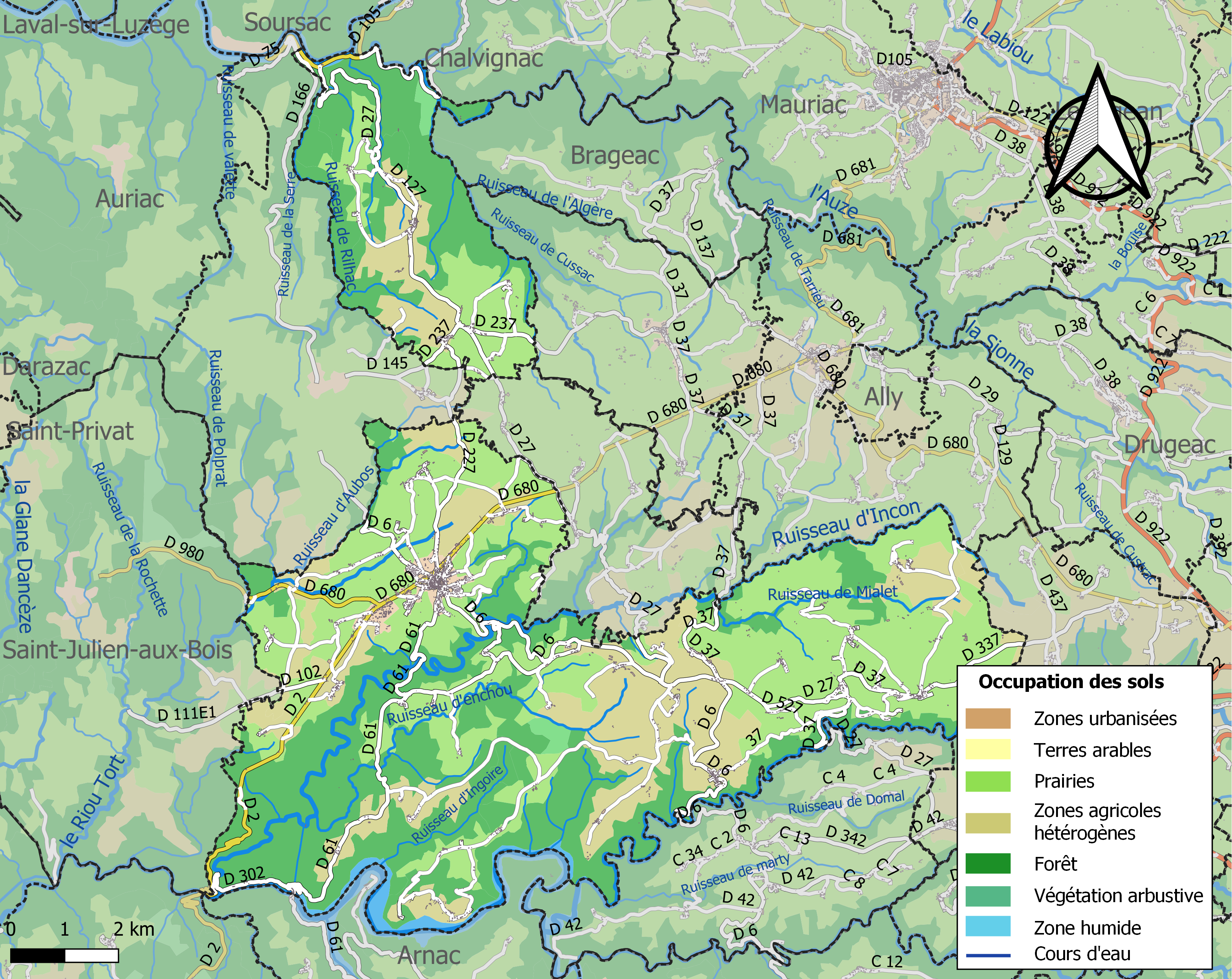
Carte des infrastructures et de l'occupation des sols de la commune en 2018 (CLC).

### Habitat et logement
En 2018, le nombre total de logements dans la commune était de 1 620, alors qu'il était de 1 663 en 2013 et de 1 598 en 2008.
Parmi ces logements, 47,3 % étaient des résidences principales, 41,1 % des résidences secondaires et 11,6 % des logements vacants. Ces logements étaient pour 91,1 % d'entre eux des maisons individuelles et pour 7,4 % des appartements.
Le tableau ci-dessous présente la typologie des logements à Pleaux en 2018 en comparaison avec celle du Cantal et de la France entière. Une caractéristique marquante du parc de logements est ainsi une proportion de résidences secondaires et logements occasionnels (41,1 %) supérieure à celle du département (20,4 %) et à celle de la France entière (9,7 %). Concernant le statut d'occupation de ces logements, 75,7 % des habitants de la commune sont propriétaires de leur logement (76,3 % en 2013), contre 70,4 % pour le Cantal et 57,5 pour la France entière.
| Typologie                                               | Pleaux | Cantal | France entière |
| ------------------------------------------------------- | ------ | ------ | -------------- |
| Résidences principales (en %)                           | 47,3   | 67,7   | 82,1           |
| Résidences secondaires et logements occasionnels (en %) | 41,1   | 20,4   | 9,7            |
| Logements vacants (en %)                                | 11,6   | 11,9   | 8,2            |

## Toponymie
Attestée sous les formes Plous en 1273, Pleus en 1294.
De l'ancien occitan pleu (« garantie », « caution »), soit du bas latin plebs, plebes, « église paroissiale ».
En 1973, le maire a fait ajouter un accent afin d'écrire « Pléaux », orthographe qu'il pensait plus proche de la prononciation authentique et que l'on trouve encore dans des documents imprimés. La forme occitane est effectivement [plew], graphiée Pleus.

## Histoire
Le 14 juillet 1944 ont eu lieu sur la commune, au terrain dit « Serrurier », de très importants largages d'armes par des avions américains B-17 du « 96th Bomb Group » de l’USAAF dans le cadre de l'opération Cadillac. Une stèle a été apposée en 1994 sur les lieux.
La commune a fusionné en 1973 sous le régime de la fusion-association avec les communes de Loupiac, Saint-Christophe-les-Gorges et Tourniac. 

## Politique et administration

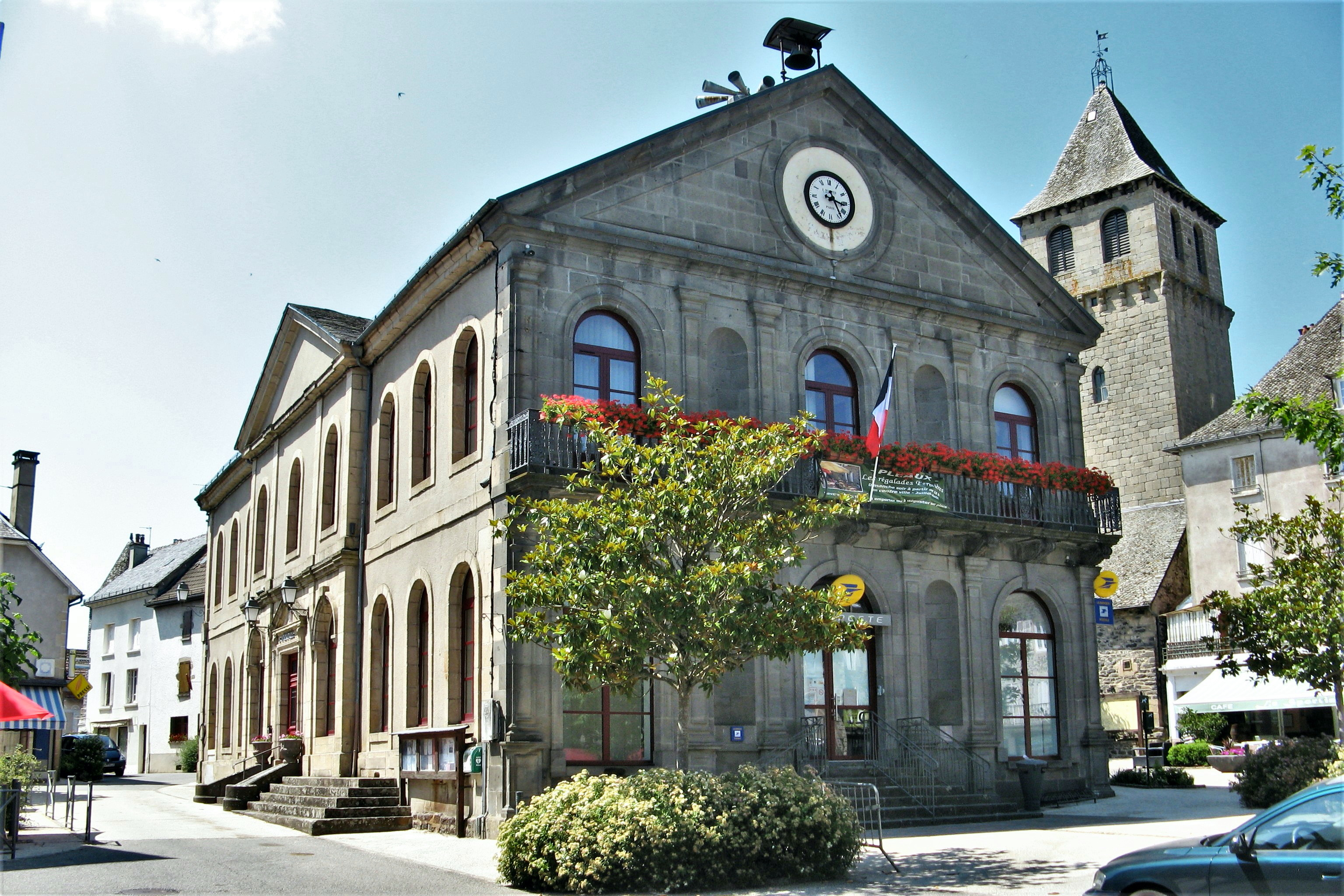
Mairie

### Liste des maires
| Période                                  | Période      | Identité                  | Étiquette | Qualité                                                  |
| ---------------------------------------- | ------------ | ------------------------- | --------- | -------------------------------------------------------- |
| Les données manquantes sont à compléter. |              |                           |           |                                                          |
| 1792                                     | 1793         | Antoine Manilèbe          |           |                                                          |
| 1793                                     | 1800         | Julien Puiramond          |           |                                                          |
| 1800                                     | 1802         | Marie-Jacques Biard       |           |                                                          |
| 1802                                     | 1814         | Antoine Manilèbe          |           |                                                          |
| 1814                                     | 1816         | Antoine Pomié             |           |                                                          |
| 1816                                     | 1830         | Joseph Dapeyron-Doumis    |           |                                                          |
| 1830                                     | 1831         | Jean-Baptiste Lombard     |           |                                                          |
| 1831                                     | 1843         | Jean Joseph Chantegreil   |           |                                                          |
| 1843                                     | 1865         | Jean Antoine Claux        |           |                                                          |
| 1865                                     | 1875         | Vincent Marius Pagès      |           |                                                          |
| 1875                                     | 1878         | Charles Benoît Naudet     |           |                                                          |
| 1878                                     | 1893         | François-Xavier Calvinhac |           | Notaire, conseiller d'arrondissement du canton de Pleaux |
| 1893                                     | 1908         | Gustave Joanny            |           | Docteur en médecine                                      |
| 1908                                     | 1812         | Charles Parlange          |           |                                                          |
| 1912                                     | 1925         | Alexandre Champeil        |           |                                                          |
| 1925                                     | 1940         | Jacques-Joseph Chancel    | SFIO      | Sabotier                                                 |
| 1940                                     | 1943         | Pierre Rouchy             |           |                                                          |
| 1943                                     | 1944         | Marie Jules Mialaret      |           |                                                          |
| 1944                                     | 1947         | Albert Jean Chanut        |           |                                                          |
| 1947                                     | 1971         | Albert Gramont            |           |                                                          |
| 1971                                     | 2001         | Jean Chanut               | RPR-UMP   |                                                          |
| mars 2001                                | avril 2014   | Marc Sepchat              | DVD       |                                                          |
| avril 2014                               | juillet 2020 | Christian Lafarge         | DVG       | Employé                                                  |
| juillet 2020                             | En cours     | David Peyral              | DVD       | Dirigeant d'entreprises                                  |

## Population et société

### Démographie

#### Évolution démographique
L'évolution du nombre d'habitants est connue à travers les recensements de la population effectués dans la commune depuis 1793. Pour les communes de moins de 10 000 habitants, une enquête de recensement portant sur toute la population est réalisée tous les cinq ans, les populations de référence des années intermédiaires étant quant à elles estimées par interpolation ou extrapolation. Pour la commune, le premier recensement exhaustif entrant dans le cadre du nouveau dispositif a été réalisé en 2007.

En 2022, la commune comptait 1 464 habitants, en évolution de −2,59 % par rapport à 2016 (Cantal : −1,08 %, France hors Mayotte : +2,11 %).
| 1793  | 1800  | 1806  | 1821  | 1831  | 1836  | 1841  | 1846  | 1851  |
| ----- | ----- | ----- | ----- | ----- | ----- | ----- | ----- | ----- |
| 2 584 | 2 630 | 2 646 | 2 909 | 3 123 | 3 121 | 2 842 | 2 816 | 2 801 |

| 1856  | 1861  | 1866  | 1872  | 1876  | 1881  | 1886  | 1891  | 1896  |
| ----- | ----- | ----- | ----- | ----- | ----- | ----- | ----- | ----- |
| 2 820 | 2 856 | 2 840 | 2 877 | 2 633 | 2 621 | 2 539 | 2 506 | 2 426 |

| 1901  | 1906  | 1911  | 1921  | 1926  | 1931  | 1936  | 1946  | 1954  |
| ----- | ----- | ----- | ----- | ----- | ----- | ----- | ----- | ----- |
| 2 316 | 2 203 | 2 022 | 1 866 | 1 982 | 2 004 | 2 030 | 1 907 | 1 937 |

| 1962  | 1968  | 1975  | 1982  | 1990  | 1999  | 2006  | 2007  | 2012  |
| ----- | ----- | ----- | ----- | ----- | ----- | ----- | ----- | ----- |
| 1 710 | 1 645 | 2 531 | 2 328 | 2 146 | 1 823 | 1 667 | 1 645 | 1 549 |

| 2017  | 2022  | - | - | - | - | - | - | - |
| ----- | ----- | - | - | - | - | - | - | - |
| 1 489 | 1 464 | - | - | - | - | - | - | - |

#### Pyramide des âges
La population de la commune est relativement âgée. En 2021, le taux de personnes d'un âge inférieur à 30 ans s'élève à 19,1 %, soit un taux inférieur à la moyenne départementale (26,5 %). À l'inverse, le taux de personnes d'un âge supérieur à 60 ans (50,8 %) est supérieur au taux départemental (36,6 %).
En 2021, la commune comptait 737 hommes pour 722 femmes, soit un taux de 50,51 % d'hommes, supérieur au taux départemental (48,9 %).
Les pyramides des âges de la commune et du département s'établissent comme suit :
| Hommes | Classe d’âge | Femmes |
| ------ | ------------ | ------ |
| 2,1    | 90 ou +      | 4,9    |
| 13,2   | 75-89 ans    | 20,1   |
| 32     | 60-74 ans    | 29,2   |
| 19,4   | 45-59 ans    | 16,8   |
| 12,6   | 30-44 ans    | 11,6   |
| 9      | 15-29 ans    | 7,7    |
| 11,8   | 0-14 ans     | 9,8    |

| Hommes | Classe d’âge | Femmes |
| ------ | ------------ | ------ |
| 1,2    | 90 ou +      | 3,1    |
| 10,1   | 75-89 ans    | 13,5   |
| 22,9   | 60-74 ans    | 22,6   |
| 21,8   | 45-59 ans    | 20,5   |
| 16,1   | 30-44 ans    | 15,2   |
| 13,8   | 15-29 ans    | 11,9   |
| 14,2   | 0-14 ans     | 13,3   |

## Culture locale et patrimoine

### Lieux et monuments
- L'église Saint-Sauveur devenue Saint-Jean-Baptiste, en grande partie du XVe siècle, possède un clocher d'époque romane. Elle est inscrite depuis 2017 à l'inventaire des monuments historiques[19].
- L'église Saint-Victor de Tourniac[20].
- Le bourg conserve plusieurs constructions du XVe au XVIIIe siècle[21].
- Le barrage d'Enchanet se trouve en partie sur la commune, sur la Maronne à la limite avec Arnac.
- Le château de Branzac se trouve sur la commune associée de Loupiac.
- La chapelle Notre-Dame du château bas, à Saint-Christophe-les-Gorges, où chaque année au mois d'août, des pèlerins viennent vénérer une vierge noire à l'enfant, laissée en 1098 par Raoul de Scorailles, qui partait en croisade.

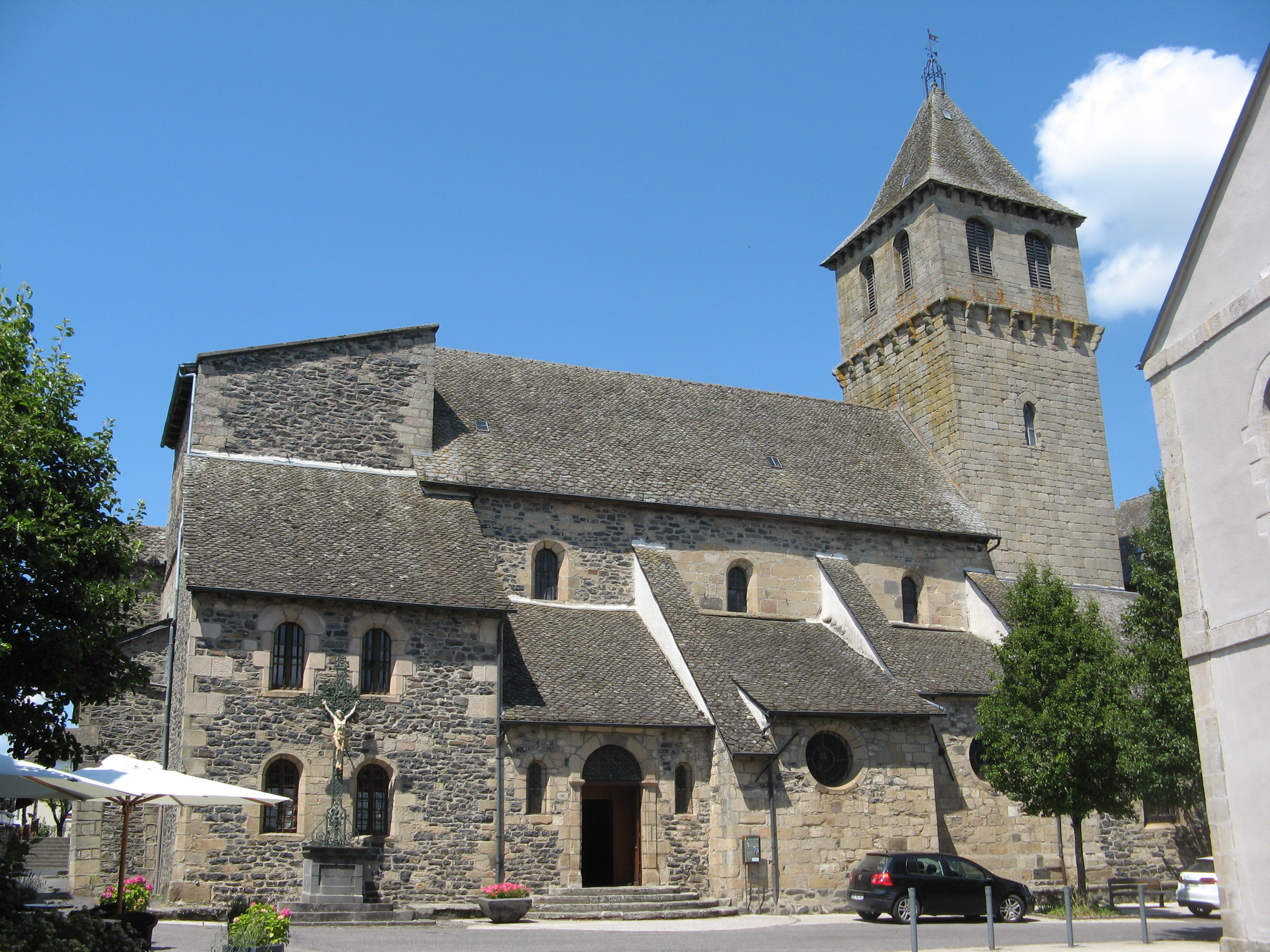
Église Saint-Sauveur.
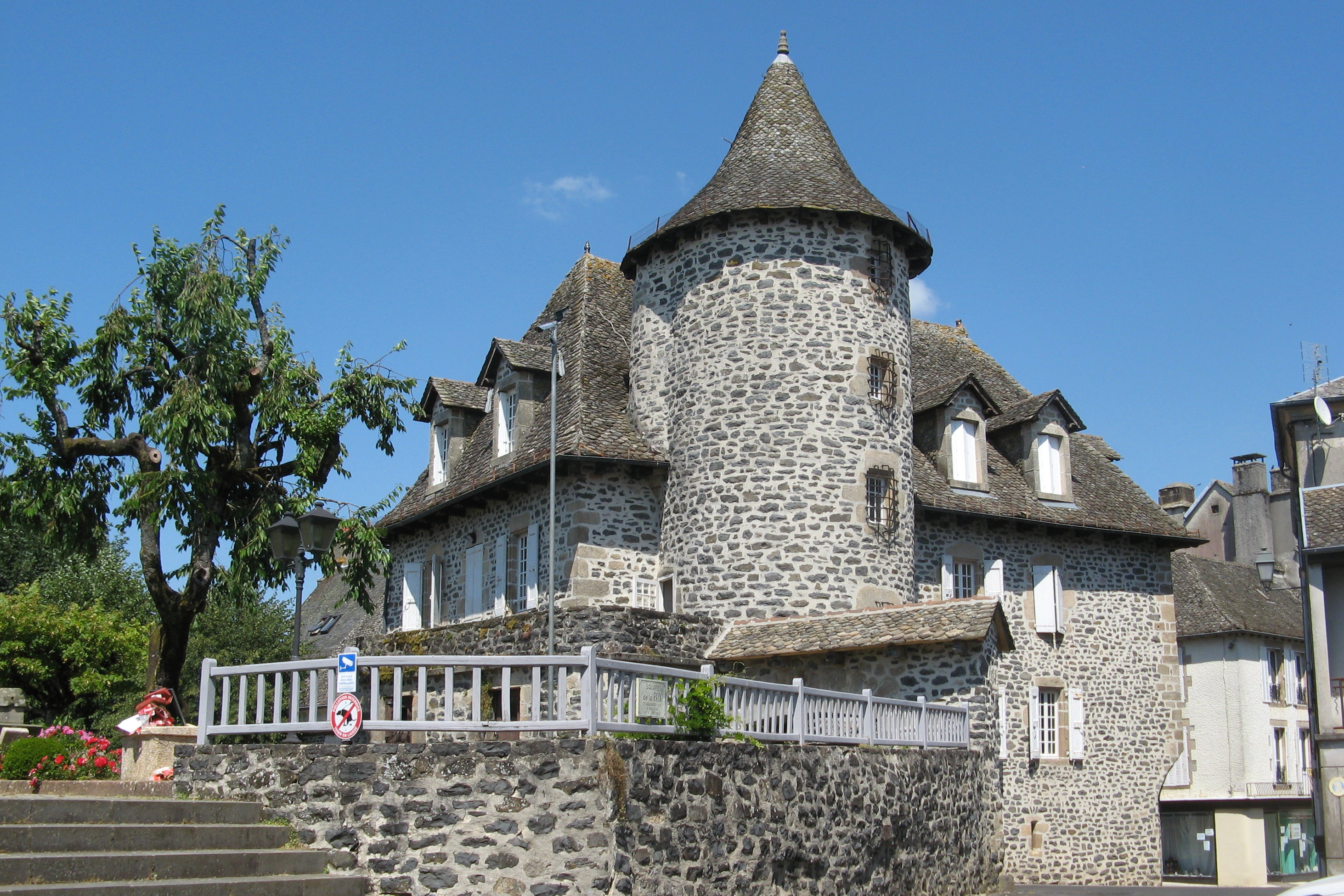
Château de Doignon.
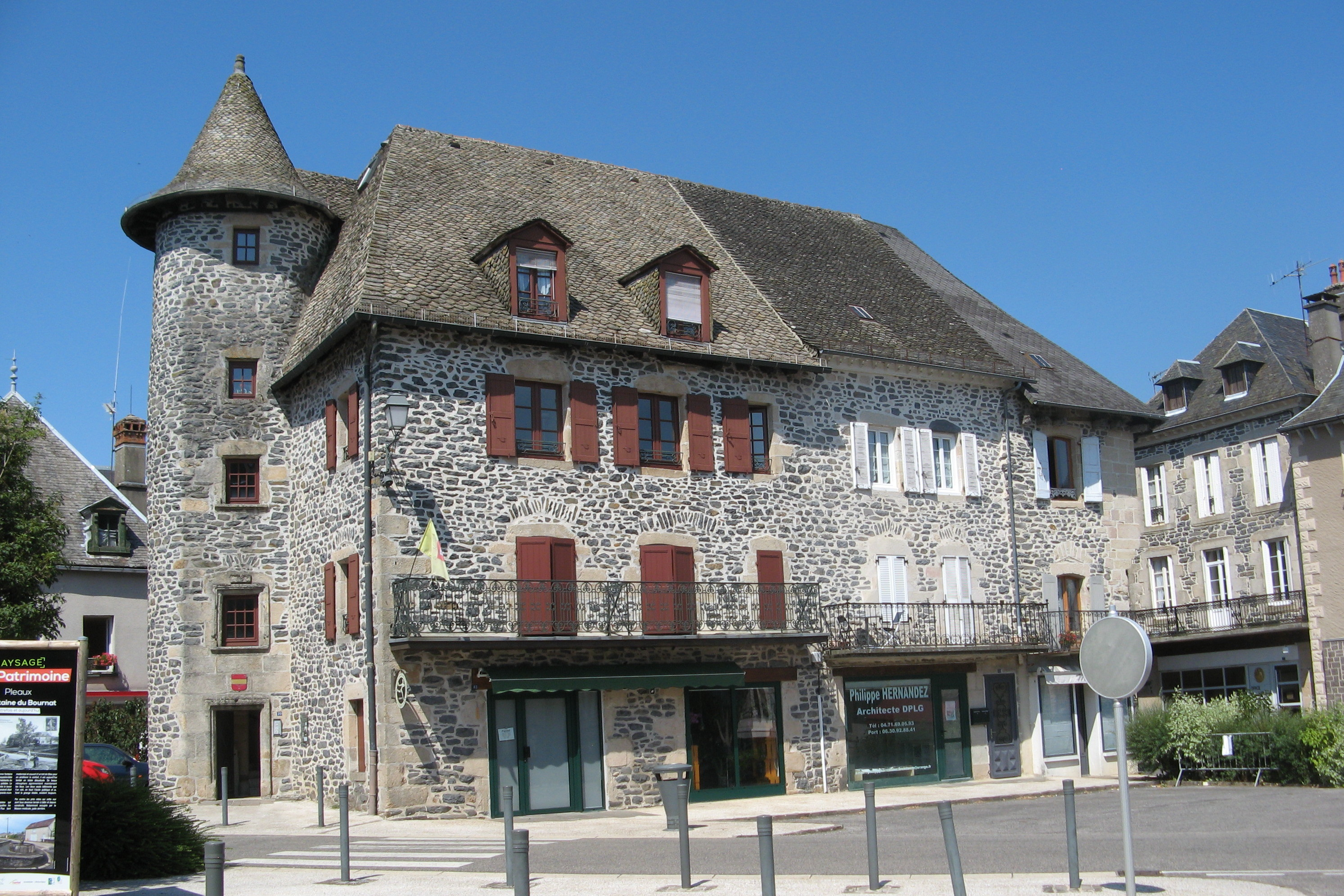
Maison du XVIIe siècle.
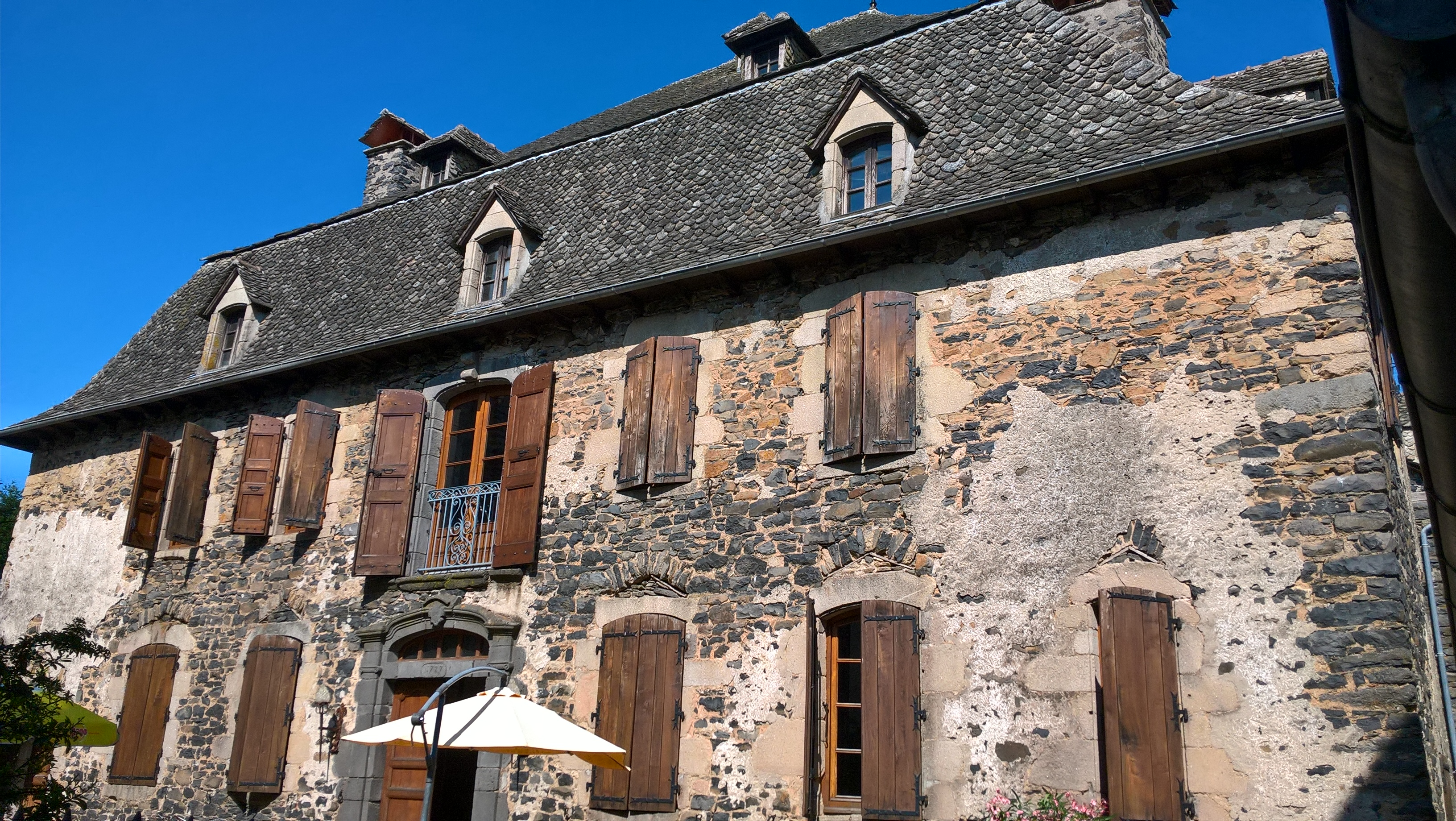
Maison du XVIIIe siècle.
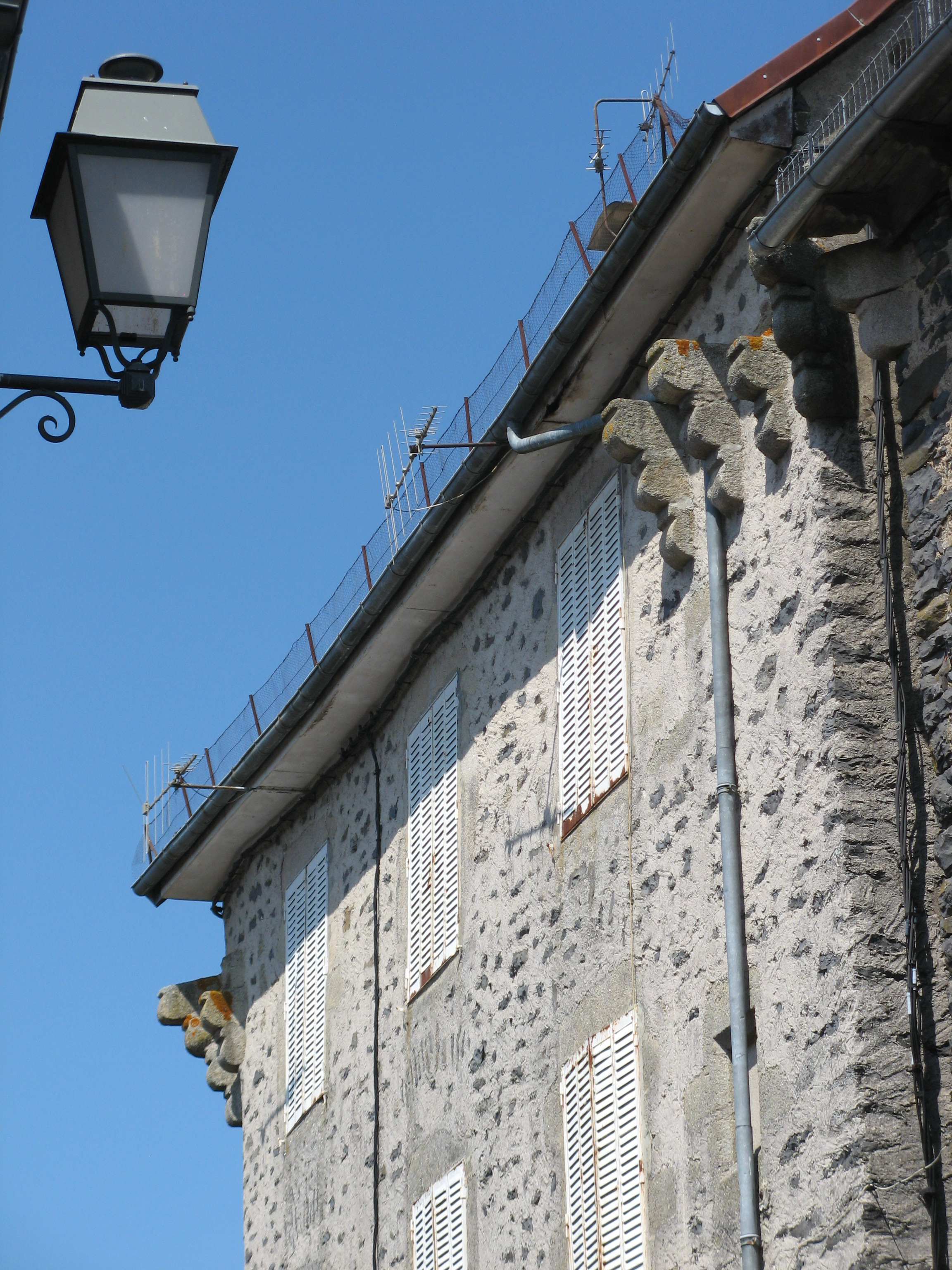
Prieuré.

### Personnalités liées à la commune
- François Laporte, homme politique né le 4 mars 1736 à Pleaux (Cantal) et décédé le 21 août 1822 à Angoulême (Charente) ;
- Joseph Claris (1769-1823), médecin militaire lors de la campagne d'Égypte, puis médecin à Pleaux ;
- Jean-Pierre Pagis (1835-1908), évêque de Verdun, né et enterré à Pleaux ;
- Jean-Baptiste Vacher de Tournemine (1755-1840), député né sur la commune ;
- Raymond Mialaret (19 avril 1890 - 11 février 1983), poète de Pleaux[22] ;
- André Merlin (1942-), industriel français né à Pleaux ;
- La chanteuse Sheila, dont la famille paternelle est originaire de la commune.

### Héraldique
|  | Les armes de la commune se blasonnent ainsi : De gueules au lévrier rampant d'argent colleté d'azur, accompagné de six billettes du même ordonnées en orle. |